# Estação Ferroviária do Lavradio

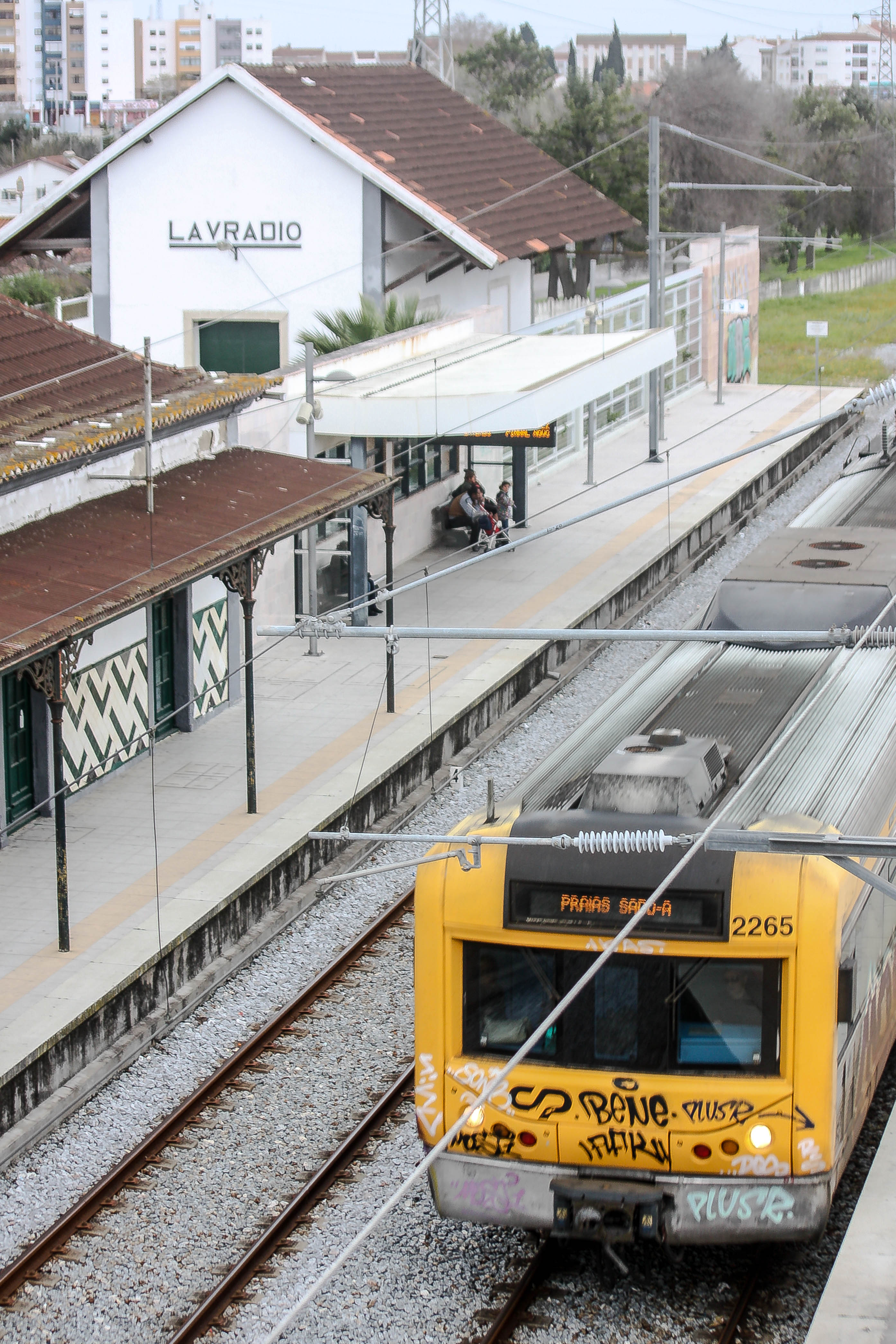
Automotora da série 2240 em serviço suburbano, passando no Lavradio em 2020.

A estação ferroviária do Lavradio é uma interface da Linha do Alentejo, que serve a localidade de Lavradio, no município do Barreiro, em Portugal. Foi a estação-entroncamento do Ramal do Seixal, que funcionou entre 1923 e 1969.

## Descrição

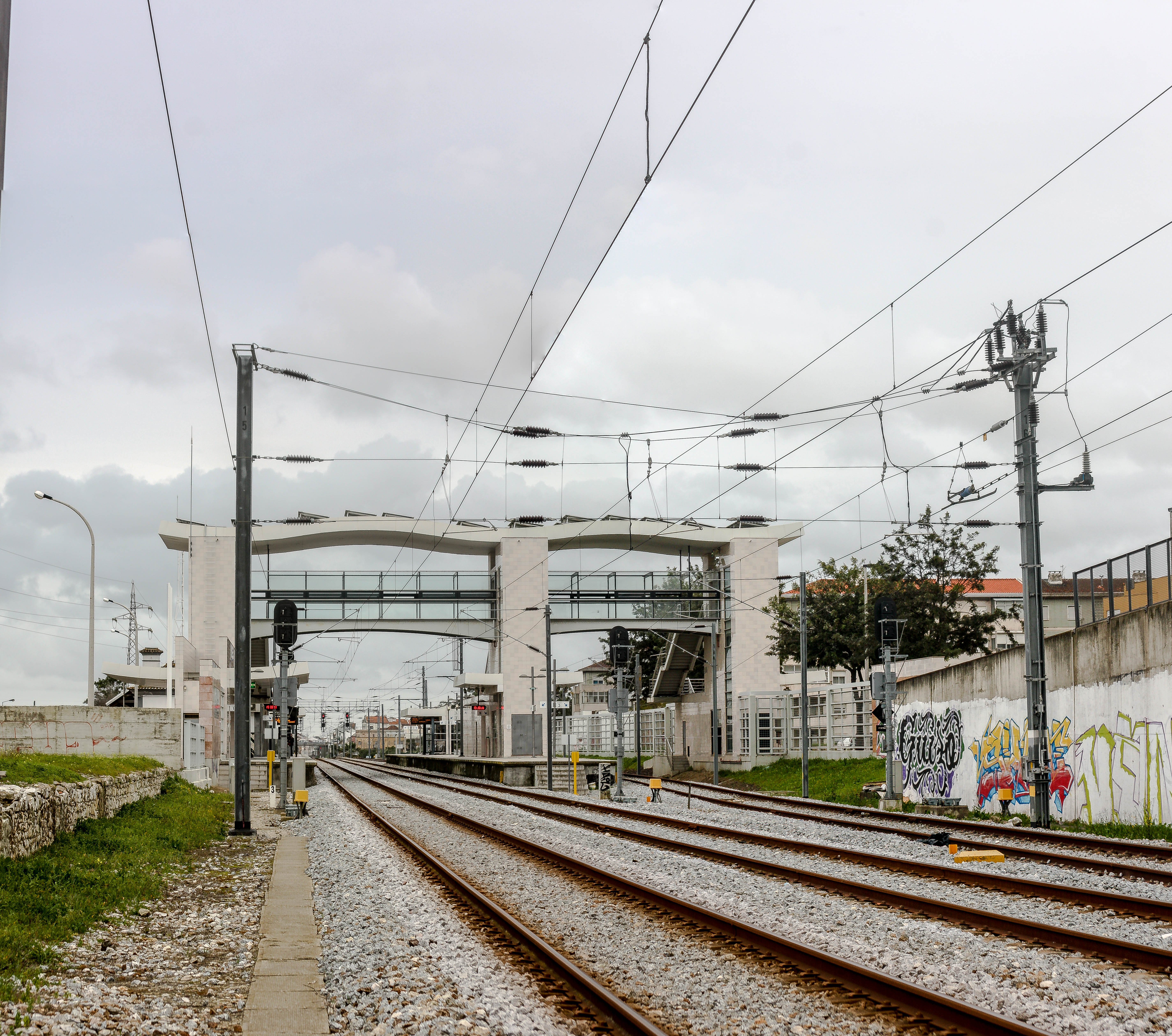
Visão geral da estação em 2020

### Localização e acessos
O acesso a esta interface realiza-se pela Rua José Gomes Ferreira, na localidade de Lavradio. Em dados de 2019, esta estação é servida por três carreiras dos T.C.B.:

### Infraestrutura
Esta interface apresenta três vias de circulação, numeradas de I a III, as segunda com 302 m de extensão e as restantes com 312 m; são todas acessíveis por plataformas com 114-115 m de comprimento e 90 cm de altura.

### Serviços
Esta estação é utilizada por serviços urbanos da Linha do Sado, assegurados pela operadora Comboios de Portugal.

## História

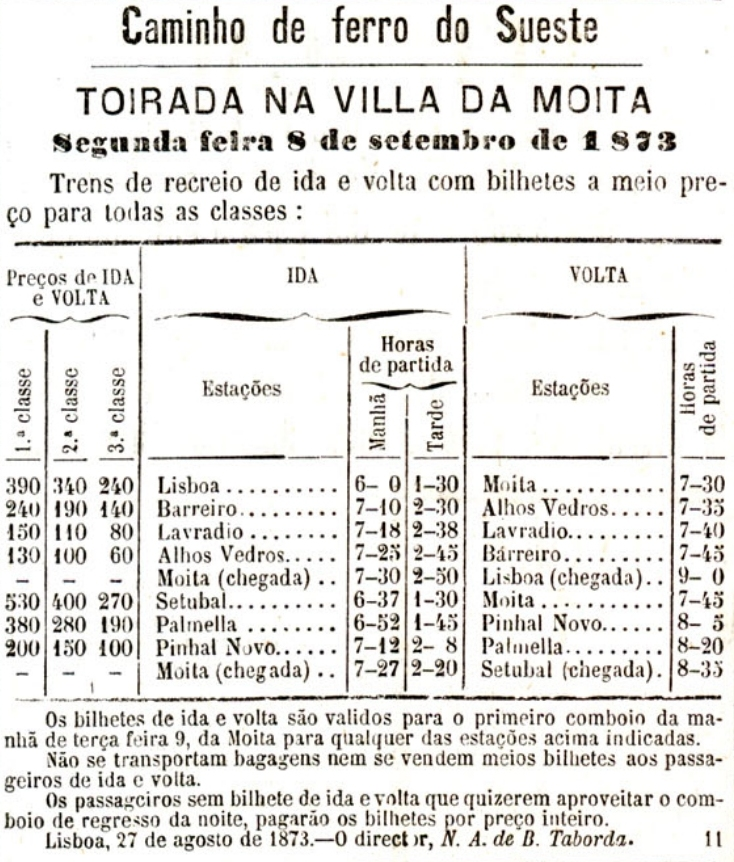
Anúncio de 1873 do Caminho de Ferro do Sueste, para comboios especiais a preços reduzidos de Lisboa e Setúbal até à Moita, para uma tourada. A estação do Lavradio foi uma das contempladas por esta promoção.

A estação do Lavradio faz parte do lanço da Linha do Alentejo entre o Barreiro e Bombel, que entrou ao serviço em 15 de Junho de 1857, pela Companhia Nacional dos Caminhos de Ferro ao Sul do Tejo. Esta linha entrou para a posse do estado em 7 de Agosto de 1861, foi entregue à Companhia dos Caminhos de Ferro do Sueste em 21 de Abril de 1864, e novamente nacionalizada em 12 de Março de 1869. A introdução do caminho de ferro trouxe um grande desenvolvimento à vila do Lavradio, tornando-a num centro comercial e industrial.
No dia 29 de Julho de 1923, o Ramal do Seixal foi aberto à exploração pública, ligando o Lavradio ao Seixal. Este ramal foi oficialmente desclassificado em 27 de Março de 1969.
Uma portaria de 1926 aprovou o plano e o orçamento para a ampliação da estação do Lavradio. Em 11 de Maio de 1927, os Caminhos de Ferro do Estado passaram a ser explorados pela Companhia dos Caminhos de Ferro Portugueses. Após a integração, a Companhia iniciou um programa de remodelação das antigas linhas do estado, incluindo a renovação da via férrea ascendente entre Lavradio e o Pinhal Novo, iniciada ainda em 1927, e obras de reparação na estação de Lavradio, que foram executadas em 1934.
Em 15 de agosto de 1932, foi concluída a segunda via entre Lavradio e o Pinhal Novo. Em 21 de Julho de 1935, foi inaugurada uma variante entre o Barreiro e o Lavradio. Em Agosto, a estação do Lavradio estava em obras de ampliação, tendo já sido construídas novas gares para servir a via dupla, e estando quase concluídos os novos cais, um poço e um armazém de mercadorias. Estes trabalhos foram feitos pelo Serviço de Conservação (Via e Obras) da Companhia dos Caminhos de Ferro Portugueses, e dirigidos pelo engenheiro Jaime Jacinto Galo, chefe da 4.ª Circunscrição de Via e Obras, e por Luís Cavaleiro, chefe da 11.ª secção do mesmo serviço. As obras de duplicação entre o Barreiro e o Lavradio iniciaram-se em 7 de Fevereiro, e foram concluídas ainda esse ano.
Num edital publicado no Diário do Governo n.º 31, III Série, de 7 de Fevereiro de 1955, a Companhia dos Caminhos de Ferro Portugueses informou que tinha pedido autorização para criar uma carreira de autocarros entre Évora e a estação do Barreiro, servindo várias localidades pelo percurso, incluindo Lavradio.
Ao contrário das estaçãoes de Alhos Vedros e Moita, aqui o edifício anterior foi conservado aquando da modernização de 2009.[carece de fontes?] Este situa-se do lado norte da via (lado esquerdo do sentido ascendente, para Funcheira).

Em Janeiro de 2011, contava com três vias de circulação, com 312, 298 e 310 m de comprimento; as plataformas tinham todas 114 m de extensão, e 90 cm de altura — valores mais tarde alterados para os atuais.